# Жінка в холодильнику
«Жінка в холодильнику» — сексистський троп, при якому персонажка приноситься в жертву заради розвитку сюжетної лінії персонажа. Історично використовувався в коміксах про супергероїв, але пізніше з'явився в попкультурі, особливо в 2010-х, у зв'язку з адаптаціями коміксів як блокбастерів.

## Історія
Подібні прийоми є частими в творах про супергероїв, починаючи зі 121-го випуску коміксу «The Amazing Spider-Man». У ньому Зелений гоблін скидає подругу Людини-павука Ґвен Стейсі з моста, Людина-павук ловить її павутинням, але Стейсі отримує травми шиї і помирає. Історія з Ґвен Стейсі відкрила нову еру темних історій в коміксах, з серйозними наслідками для героїв — але більш серйозними для персонажок, ніж для персонажів.
У 1999 році американська письменниця Гейл Сімон створила список супергероїнь з коміксів, які були вбиті, згвалтовані, понівечені, заражені хворобами або якось інакше постраждали від чоловічих рук. Список, а також вебсайт, на якому він був розміщений, були названі «Жінки в холодильниках» (англ. Women in Refrigerators).
Така назва пов'язана з Олександрою Девітт, дівчиною супергероя Кайла Райнера з 54-го випуску коміксу «Зелений ліхтар» (1994 рік), яку розчленував і засунув у холодильник суперлиходій майор Форс. Після цього Кайл Райнер героїчно мстить суперлиходію, що дозволяє розкрити тему його геройства, розвинути глибину його характеру, а ось характер Олександри Девітт вже не розкривається, тому що вона принесена в жертву. Сторінка коміксу фокусує увагу на реакції Кайла Райнера, який знайшов тіло своєї дівчини; зображення розміщувались так, щоб підкреслювати переживання головного героя, в той же самий час ховаючи в тінь те, що сталося з Олександрою Девітт.

## Аналіз
З точки зору деяких дослідників, відповідна сторінка коміксу використовує доступні виразні засоби коміксів для зображення жаху Райнера. З іншого боку, цей випадок — яскравий приклад тієї проблеми, яку намагалася підкреслити Симон.
Хоча в епізодах, де використовується цей троп, персонажка грає істотну роль в розвитку розповіді, фокус робиться на стражданнях чоловіка, а не на тому, що перенесла жінка.
Читачки коміксів, які асоціюють себе з Олександрою Девітт або іншими героїнями, часто не беруться до уваги.
Джон Бартолі, один з творців сайту, у відповідь на коментарі про те, що персонажі-чоловіки також гинуть жорстокими способами, вивів таку закономірність: супергерої повертаються в початковому вигляді, а ось персонажки — ні.